# Белфаст Селтік
Футбольний клуб «Бе́лфаст Се́лтік» — ірландський футбольний клуб, що грав у Чемпіонаті Північної Ірландії. Заснований і обраний до складу ліги у 1891 році. Одна із найуспішніших команд Ірландії. Припинила своє існування у 1949 році.

## Досягнення
- Чемпіон Північної Ірландії (14): 1900, 1915, 1920, 1926, 1927, 1928, 1929, 1933, 1936, 1937, 1938, 1939, 1940, 1948
- Володар Кубка Північної Ірландії (8): 1918, 1926, 1937, 1938, 1941, 1943, 1944, 1947